# Modderkruipers
De familie modderkruipers (Cobitidae) is een vissenfamilie uit de orde karperachtigen (Cypriniformes). In Nederland inheemse soorten zijn de grote modderkruiper en de kleine modderkruiper.
Modderkruipers worden onderverdeeld in de volgende geslachten:
- Acanthopsoides Fowler, 1934
- Acantopsis van Hasselt, 1823
- Bibarba Y. X. Chen & Y. F. Chen, 2007
- Botia J. E. Gray, 1831
- Chromobotia Kottelat, 2004
- Cobitis Linnaeus, 1758
- Iksookimia Nalbant, 1993
- Koreocobitis I. S. Kim, J. Y. Park & Nalbant, 1997
- Kottelatlimia Nalbant, 1994
- Lepidocephalichthys Bleeker, 1863
- Lepidocephalus Bleeker, 1859
- Leptobotia Bleeker, 1870
- Misgurnus Lacepède, 1803
- Neoeucirrhichthys Bănărescu & Nalbant, 1968
- Niwaella Nalbant, 1963
- Pangio Blyth, 1860
- Parabotia Dabry de Thiersant, 1872
- Paralepidocephalus T. L. Tchang, 1935
- Paramisgurnus Dabry de Thiersant, 1872
- Protocobitis J. X. Yang & Y. R. Chen, 1993
- Sabanejewia Vladykov, 1929
- Serpenticobitis T. R. Roberts, 1997
- Sinibotia P. W. Fang, 1936
- Syncrossus Blyth, 1860
- Yasuhikotakia Nalbant, 2002